# مهیار زحمتکش
مهیار زحمتکش (زاده ۱۶ خرداد ۱۳۷۲) بازیکن فوتبال اهل بندر انزلی و ایران است که در پست هافبک دفاعی در  باشگاه فوتبال ملوان بندرانزلی بازی می‌کند.

## زندگی ورزشی

### ملوان
مهیار فوتبالش را به صورت رسمی در ۱۱ سالگی با تیم زیر سیزده‌سال ملوان شروع کرد. بعد از بازی در تیم نوجوانان و جوانان ملوان در سال ۹۱ با نظر فرهاد پورغلامی، مربی وقت این تیم، به عنوان سهمیه جوانان به تیم بزرگسالان پیوست.

## آمار باشگاهی
تا تاریخ ۱۰ ژانویه ۲۰۱۶٫
| باشگاه        | لیگ                | فصل           | لیگ  | لیگ | جام حذفی | جام حذفی | آسیا | آسیا | مجموع | مجموع |
| باشگاه        | لیگ                | فصل           | بازی | گل  | بازی     | گل       | بازی | گل   | بازی  | گل    |
| ------------- | ------------------ | ------------- | ---- | --- | -------- | -------- | ---- | ---- | ----- | ----- |
| ملوان         | لیگ برتر خلیج فارس | ۹۴–۱۳۹۳       | ۱۲   | ۰   | ۱        | ۰        | –    | –    | ۱۳    | ۰     |
| ملوان         | لیگ برتر خلیج فارس | ۹۵–۱۳۹۴       | ۱    | ۰   | ۰        | ۰        | –    | –    | ۱     | ۰     |
| مجموع باشگاهی | مجموع باشگاهی      | مجموع باشگاهی | ۱۳   | ۰   | ۱        | ۰        | –    | –    | ۱۴    | ۰     |